# Донецький національний медичний університет
Донецький національний медичний університет  (ДНМУ; 2007—2017 — Донецький національний медичний університет ім. М. Горького; до 2007 — ДонДМУ, Донецький державний медичний університет ім. М. Горького) — заклад вищої освіти України, четвертого рівня акредитації. Рік заснування — 1930.

## З історії
Наприкінці 1920-х років вищу медичну освіту в Україні було можливо отримати в Києві, Львові, Одесі, Харкові, Катеринославі (Дніпрі) і Сімферополі.
Вперше питання про необхідність відкриття медичного вишу в Донбасі було поставлене у січні 1930 року на з'їзді керівних працівників охорони здоров'я, що проходив у Харкові, тодішній столиці радянської України. Вже 12 червня 1930 року Раднарком УРСР ухвалив рішення № 19/672 про відкриття в м. Сталіно медичного інституту (перший директор — Іван Якович Олімпієв, наказ від 22.06.1930). Затвердили і бюджет вишу: на 1 рік — 150 тис. рублів, на 2 рік — 300 тис. руб..
26 червня 1930 року газети «Сталінський робочий» і «Диктатура праці» опублікували оголошення про прийом 200 студентів на перший курс Сталінського медичного інституту. Перший навчальний рік розпочався 28 листопада 1930 року.
1934 року на загальних виробничо-комсомольських зборах співробітників і студентів прийнято рішення про присвоєння вишу імені пролетарського письменника Максима Горького.
1980 року, з нагоди 50-ліття від часу заснування, Донецький державний медичний інститут нагороджений Почесною Грамотою Президії Верховної Ради Української РСР. 1994 року рішенням Кабінету Міністрів України надано статус університету, у серпні 2007 року — статус національного.
За роки існування підготовлено 50 000 фахівців. Диплом при закінченні ДонНМУ отримали понад 2 000 іноземних громадян з 85 країн світу.
Восени 2014 року, через окупацію частини України росіянами та терористичними воєнізованими формуваннями, Донецький національний університет ім. М. Горького змінив юридичну та фактичну адресу свого перебування, передислокувався на територію підконтрольну Україні Станом на 2027 рік юридична адреса була за адресою у Лимані, а навчання проходить у Краматорську, Кропивницькому та Маріуполі.

## Бібліотека
Бібліотека інституту була заснована у 1933 році. У різні часи бібліотеку очолювали Лівшиц Д. І. (1933—1941 рр.), Співачевська Н.Є (1944—1961 рр.), Овчиннікова О. М. (1961—1986 рр.), Фірсова Л. О. (1986—1993 рр.), Кабардіна Г. К. (1993 р.).
У 2010 році фонд бібліотеки становив більше 600 тис. примірників.

## Ректори ДонНМУ
- 1930 — 1937 — Олімпієв Ілля Якович
- 1937 — 1938 — професор Іонін Іван Дмитрович
- 1938 — 1943 — доцент Шейкін І. М.
- 1943 — 1944 — Войнар Олексій Йосипович
- 1944 — 1951 — професор Кузьменко Леонід Миколайович
- 1951 — 1964 — професор Ганічкин Андрій Михайлович
- 1964 — 1985 — професор Кондратенко Геннадій Петрович
- 1985 — 2010 — академік Казаков В. М.
- 2010 — 2017 — професор Думанський Юрій Васильович
- 2017 — 2020 — професор Кондратенко Петро Геннадійович
- з серпня 2020 по червень 2021 — в. о. ректора професор Єрмолаєва Майя В'ячеславівна[9]
- з 16 червня 2021 по грудень 2021 — професор Кондратенко Петро Геннадійович (поновлений на посаді ректора[10][11])
- з 07 грудня 2021 - в. о. ректора професор Герасименко Олександр Іванович [12]

## Спеціальності
- Лікувальна справа
- Педіатрія
- Медико-профілактична справа
- Стоматологія
- Фармація
- Сестринська справа
- Публічне правління та адміністрування (освітньо-професійна програма «Публічне управління та адміністрування в галузі охорони здоров‘я»)

Також, університет надає послуги з навчання в інтернатурі, післядипломної освіти та безперервного професійного розвитку для лікарів, спеціалістів, які мають вищу немедичного освіту та працюють в галузі Охорони Здоров‘я та молодших працівників з вищою освітою.

## Викладачі
В університеті працюють 1021 науково-педагогічних працівника, з яких 207 докторів наук, 650 кандидатів наук.
У виші працюють:
- 2 академіки АМН України,
- 1 член-кореспондент НАН України,
- 8 членів-кореспондентів АМН України,
- 12 академіків Академії наук вищої освіти України.
- 2 Герої України: академік АМН України, завідувач кафедри фізіології професор Казаков В. М. та академік АМН України, завідувач кафедри онкології професор Г. В. Бондар;
- 18 заслужених діячів науки і техніки України;
- 11 лауреатів Державної премії України в галузі науки і техніки.

## Відомі випускники
- Гринь Владислав Костянтинович — академік АМНУ, директор Інституту невідкладної і відновної хірургії імені Г. К. Гусака; завідуває кафедрою загальної практики сімейної медицини ДонНМУ.
- Ковальов Михайло Маркович — український хірург.
- Онищенко Геннадій Григорович — головний державний санітарний лікар Росії.
- Єльська Ганна Валентинівна — вчений в галузі молекулярної біології та біосенсорики, директор Інституту молекулярної біології і генетики НАН України, завідувач відділу механізмів трансляції генетичної інформації Інституту молекулярної біології і генетики НАН України.
- Негруцький Борис Сергійович — доктор біологічних наук, професор, завідувач лабораторії біосинтезу білка ІМБіГ НАН України.
- Баб'юк Ігор Олексійович — лікар-сексопатолог, андролог. Доктор медичних наук (1996), професор (2002).
- Валуцина Валентина Михайлівна — лікар. Доктор медичних наук (1995), професор (1999).
- Варенко Юрій Степанович — лікар, доктор медичних наук (1975), професор (1977).

## Відомі викладачі
- Дікштейн Катерина Олександрівна — доктор медичних наук, професор, в 1956-88 роках завідувала кафедрою патологічної анатомії.

## Рейтинги та репутація
У жовтні 2024 року, Державна служба якості освіти, як центральний орган виконавчої влади України, що реалізує державну політику у сфері освіти, зокрема з питань забезпечення якості освіти, оприлюднив оновлений рейтинг університетів, які мають високий ступінь ризику. До переліку університетів з високим ступенем ризику увійшов, зокрема, й Донецький національний медичний університет.